# Tele 5 (Alemania)
Tele 5 es un canal de televisión comercial de Alemania con sede en Grünwald, especializado en entretenimiento, propiedad de Warner Bros. Discovery.
La emisora nació originalmente en 1988 bajo control de Mediaset entre otros accionistas, y permaneció en el cable y satélite alemán hasta 1993, cuando su lugar pasó a ser ocupado por DSF. En 2002 la empresa Tele München Gruppe compró los derechos sobre el nombre, y lanzó el canal actual.

## Historia

### Tele 5 (1988 a 1992)
Durante la década de 1980 surgieron múltiples canales en el cable y satélite de la República Federal de Alemania, y algunos de ellos (como Sat.1 o RTL Television) llegaron a consolidarse como emisoras nacionales. Silvio Berlusconi, quien ya poseía Canale 5 en Italia y tenía participación en La Cinq de Francia, decidió introducirse en el mercado alemán con una versión de su canal adaptado al público germano. Para ello compró el canal ya existente Musicbox, y creó una nueva sociedad llamada Tele 5, que estaría participada por Tele München Gruppe (45%), Berlusconi (45%) y CLT (10%)
Tele 5 comenzó sus emisiones el 11 de enero de 1988, presentando una programación generalista en la que predominaban los espacios musicales, series de animación, cine y espacios de entretenimiento. Poco a poco fue ampliándose la parrilla, con la intención de confirmarse como un canal de alcance nacional. Su programación se lanzó en los satélites Intelsat, DFS Kopernikus, y desde 1991 en Astra, y los propietarios esperaban obtener también concesiones de ámbito terrestre. Sin embargo, Tele 5 tuvo menos repercusión en comparación a otras emisoras como Der Kabelkanal o ProSieben, y su audiencia fue menor de la esperada.
Tras varios intentos infructuosos por reflotar el canal, Tele 5 cesó sus emisiones el 31 de diciembre del mismo año. En su frecuencia pasó a emitir un nuevo canal de deportes llamado DSF, desde el 1 de enero de 1993.

### Tele 5 (Desde 2002)
A comienzos de año la empresa Tele München Gruppe, accionista del antiguo canal, decide crear un nuevo canal con el nombre de Tele 5. Comienza sus emisiones el 28 de abril del mismo año, y TMG posee por completo la emisora. Aunque las expectativas por parte de la audiencia eran ver una programación similar al Tele 5 original, el nuevo canal pasó a ofrecer cine, películas norteamericanas de la década de 1980 y 1990, y algunas series de animación.

## Identidad Visual

Verano 1992
2005-2009
2009-2010
2010-2017
2010-2017 (variante)
2017-2019
2017-2019 (señal HD)
2019-2021
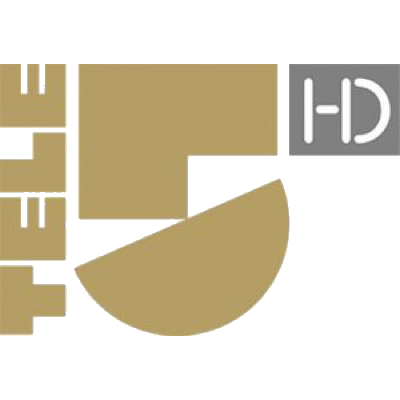
2019-2021 (señal HD)
Desde 2021
Desde 2021 (señal HD)

## Programas

### Animación
- Captain Tsubasa
- Crush Gear Turbo
- Digimon
- Dragon Ball Z
- One Piece
- Attack No. 1
- Mobile Suit Gundam Wing
- Yu-Gi-Oh!
- He-Man
- Los Pitufos

### Series
- The Pretender
- Stargate SG-1
- Earth: Final Conflict
- Pop

### Entretenimiento
- Ruck Zuck
- Vor Tele 5